# Karabin WSS Wintoriez
WSS „Wintoriez” (ros. ВСС – винтовка снайперская специальная – «Винторез»; Wintowka Snajpierskaja spiecialnaja – Wintoriez) – radziecki wytłumiony karabin wyborowy stworzony przez Piotra Sierdiukowa.

## Historia
Do lat 80. uzbrojenie radzieckich oddziałów specjalnych stanowiły głównie karabiny AKM przystosowane do montażu tłumików dźwięku i strzelające specjalną wersją amunicji 7,62 × 39 mm z ciężkim pociskiem. Coraz większe rozpowszechnienie kamizelek kuloodpornych sprawiało, że taka broń mogła okazać się nieskuteczna, dlatego w ZSRR rozpoczęto prace nad specjalną amunicją o dużej przebijalności, zoptymalizowanej pod kątem stosowania w broni wytłumionej. Efektem tych prac był nabój 9 × 39 mm SP5. Po skonstruowaniu nowej amunicji rozpoczęto projektowanie odpowiedniej broni: karabinu wyborowego WSS Wintoriez i automatycznego AS Wał.
WSS Wintoriez jest zasilany specjalną amunicją 9 × 39 mm z ciężkim, ważącym 16 g, pociskiem SP5 (zwykły) lub SP6 (przeciwpancerny z rdzeniem z węgliku wolframu). Nabój ze snajperskim pociskiem SP5 daje na 100 m skupienie serii 5 pocisków w kole o średnicy 70 mm. Pocisk SP6 jest w stanie przebić z odległości 100 m większość kamizelek kuloodpornych lub 6-milimetrową płytę stalową – pociski przeciwpancerne są jednak mniej celne niż snajperskie SP5. Teoretyczny zasięg karabinu wynosi 300–400 m, jednak w praktyce sprowadza się do mniej niż 300 m z uwagi na balistykę ciężkiego i wolnego pocisku.

## Opis

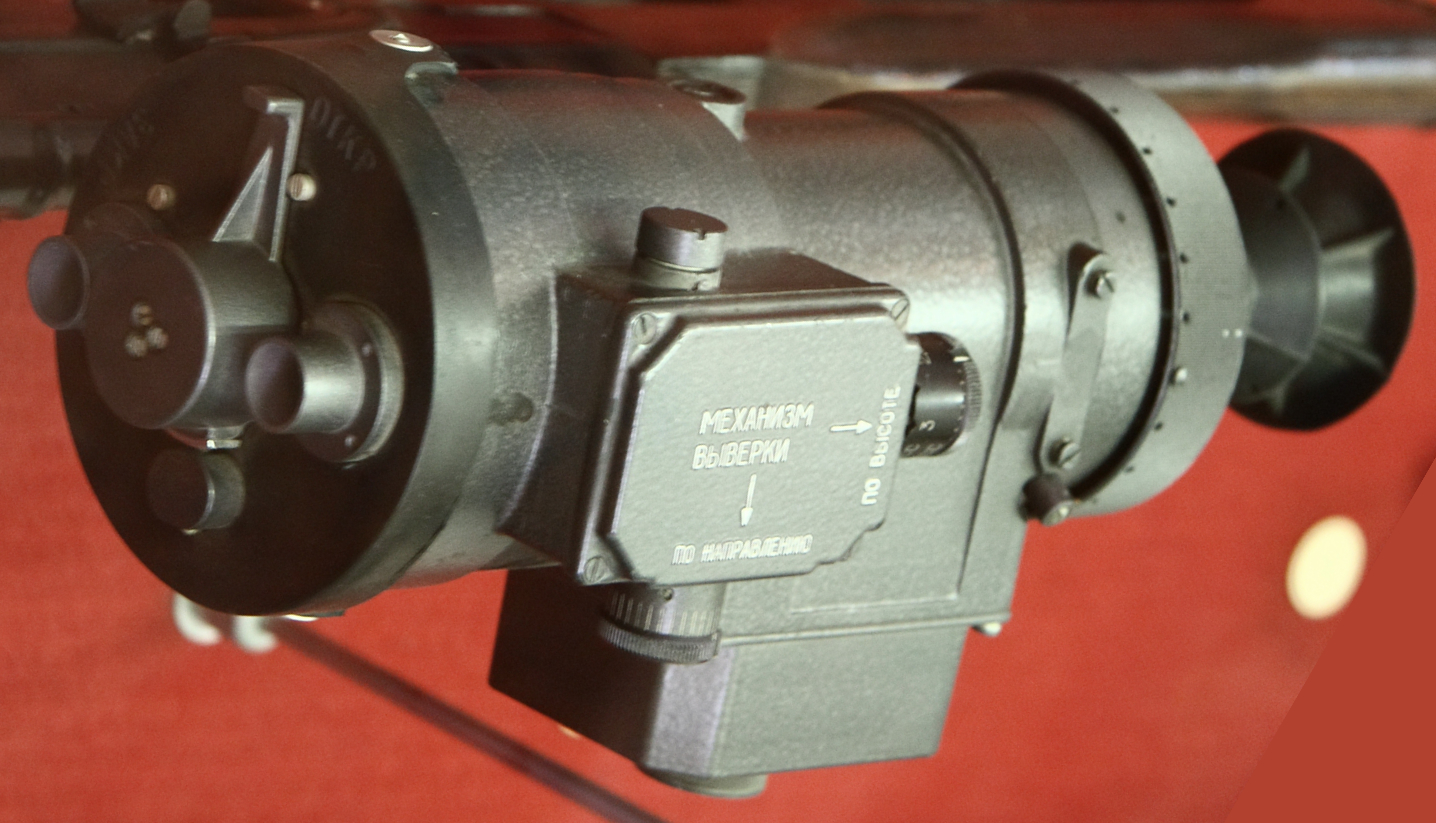
Celownik noktowizyjny 1PN51

WSS Wintoriez jest bronią samoczynno-samopowtarzalną. Automatyka broni działa na zasadzie odprowadzania gazów prochowych z długim skokiem tłoka gazowego. Zamek jest ryglowany przez obrót (6 rygli). Mechanizm spustowy posiada przełącznik rodzaju ognia, który ma postać kołka przechodzącego w poprzek komory zamkowej; dźwignia bezpiecznika znajduje się po prawej stronie komory zamkowej. Gwintowana lufa, z otworami w końcowej części, współpracuje z integralnym tłumikiem dźwięku. Mechaniczne przyrządy celownicze składają się z muszki i celownika krzywiznowego, osadzonych na tłumiku dźwięku. Maksymalna nastawa celownika to 400 m, nastawy co 25 m. Tak gęste nastawy są konieczne z uwagi na właściwości balistyczne pocisku zastosowanego w naboju SP6 (tor lotu jest podobny do toru pocisku z naboju .22 LR). Z lewej strony komory nabojowej znajduje się szyna (na jaskółczy ogon, powszechnie stosowana w krajach byłego Układu Warszawskiego) służąca do mocowania celownika optycznego, kolimatorowego lub noktowizyjnego. W armii najczęściej używana jest odmiana celownika PSO-1 (4x24 z SWD) – PSO-1-1 i nocny celownik 1PN51 (NSPU-3). Dla KGB stosowano celownik dzienny 1P43 i nocny MENP-1. Kolba jest stała, drewniana, może być szybko odłączona. Do broni zbudowano też futerał o kształcie niewielkiej walizki (wymiary 450 × 370 x 140 mm), umożliwiający jej skryte przenoszenie (po rozłożeniu broni na trzy części).